# Dragon's Eye
Dragon's Eye est un jeu vidéo de rôle développé par Southern Software et publié par Automated Simulations en 1981 sur Apple II et Commodore PET, puis porté sur Atari 8-bit. Le jeu se déroule dans un univers médiéval-fantastique dans lequel le joueur incarne un magicien chargé de retrouver un objet légendaire, l’œil de dragon, en moins de trois semaines. Pour cela il doit explorer les quarante secteurs des sept provinces du royaume. En fouillant chaque secteur, le joueur peut découvrir des objets, plus ou moins utile, et être attaqué par des monstres. Au début du jeu, le joueur peut choisir l’arme et le nom de son personnage, parmi un nombre limité de proposition. L’arme influe sur la capacité de combat du héros alors que le nom influe notamment sur les sorts dont il dispose initialement. Quinze sorts sont disponibles dans le jeu et permettent par exemple de voyager dans le temps, d’améliorer l’efficacité des recherches ou de localiser la province dans laquelle se trouve l’œil de dragon,,.